# Saltnes (Noorwegen)
Saltnes is een dorpje in de Noorse gemeente Råde met 2082 inwoners (2007). De plaats is vernoemd naar de zoutwinning die hier eeuwen geleden plaatsvond.
Saltnes (inclusief Spetalen) is enorm gegroeid, van ongeveer 50 naar bijna 2000 inwoners in slechts 36 jaar. Saltnes begint een erg populair dorp te worden om te gaan wonen of om op vakantie te gaan. De gemeente Råde denkt dat de populatie stijgt met ongeveer 500-1000 inwoners in het vakantieseizoen, vanwege alle zomerhuisjes die in de buurt staan.
Saltnes' strand, Saltholmen, laat nog duidelijke sporen van de ijstijd zien. Vandaag de dag is het beter bekend vanwege de kleine vissershuisjes.